# Menuda noche
Menuda noche fue un programa de televisión emitido por Canal Sur Televisión en Andalucía y por su versión de satélite, Canal Sur Andalucía, en el resto de España. El programa fue presentado en su última etapa por Juan y Medio y María Espejo y producido por Índalo y Media. Estaba pensado y dedicado a los niños y al resto de la familia.

## Historia
El programa empezó a emitirse el 24 de septiembre de 2004 con unos datos de audiencias muy altos. 
Debutaron en el programa futuros artistas juveniles como Abraham Mateo, Ana Mena, María Carrasco, Gemeliers, María Parrado, David Parejo, José María Ruiz y Julia Gonçalves, entre otros jóvenes artistas. 
El programa finalizó su decimosegunda temporada el 24 de junio de 2016 y estuvo 15 meses sin emitirse, volviendo a la parrilla de Canal Sur Televisión el 15 de septiembre de 2017.
El programa finalizó su andadura por segunda vez y definitiva el 21 de junio de 2019, en una decisión tomada el 18 de julio de 2019, en la cual, Juan de Dios Mellado, director general de RTVA, al presentar la programación de otoño dijo que no contaba con la emisión del programa.

## Formato
El programa se emitía cada viernes. Un invitado o más visitaban el programa para someterse a las divertidas cuestiones de los niños del programa.
Todo empezaba con un baile de introducción y una presentación de Juan y Medio y la del invitado. Cuando se sentaban, presentaban a los niños y hacían las preguntas. Después venían algunos colaboradores como:
- Manolo Sarriá: Juan y Medio le proponía un desafío que nunca cumplía, pero siempre pedía otra oportunidad. Curiosamente, esto era un paralelismo con los desafíos de la renovación de El Monaguillo en El hormiguero.
- Carlos o (Detective Carlitos/Relámpago Man): Este niño hacía preguntas rápidas. Hasta 2015 cooperaba con Manolo Sarriá.
- Pepito "El Caja" y Samuel "El Cajita": Contaban chistes desde 2011 hasta 2015.
- Marcos Arizmendi: Contaba chistes durante la temporada 2015-2016.
- Antes de que terminara el programa, la copresentadora traía al programa a un niño histórico que pasó muchas veces por el programa.

## Listado de temporadas
| Temporada | Inicio                   | Final               |
| --------- | ------------------------ | ------------------- |
| 1.ª       | 24 de septiembre de 2004 | 29 de julio de 2005 |
| 2.ª       | 16 de septiembre de 2005 | 23 de junio de 2006 |
| 3.ª       | 8 de septiembre de 2006  | 22 de junio de 2007 |
| 4.ª       | 7 de septiembre de 2007  | 27 de junio de 2008 |
| 5.ª       | 12 de septiembre de 2008 | 24 de junio de 2009 |
| 6.ª       | 11 de septiembre de 2009 | 25 de junio de 2010 |
| 7.ª       | 10 de septiembre de 2010 | 24 de junio de 2011 |
| 8.ª       | 9 de septiembre de 2011  | 29 de junio de 2012 |
| 9.ª       | 14 de septiembre de 2012 | 14 de junio de 2013 |
| 10.ª      | 13 de septiembre de 2013 | 27 de junio de 2014 |
| 11.ª      | 12 de septiembre de 2014 | 19 de junio de 2015 |
| 12.ª      | 25 de septiembre de 2015 | 24 de junio de 2016 |
| 13.ª      | 15 de septiembre de 2017 | 22 de junio de 2018 |
| 14.ª      | 7 de septiembre de 2018  | 21 de junio de 2019 |

- A partir de la temporada 13, desde el programa 500, se volvían a emitir programas de anteriores temporadas en un espacio dedicado llamado 500 y más.
- N.º (serie)
- N.º (temp.)	Invitados	Estreno en Canal Sur Televisión		Audiencias en Canal Sur Televisión

1	1	Rosa López	24 de septiembre de 2004
2	2	Carmen Sevilla	1 de octubre de 2004		
3	3	Bertín Osborne y Las Chuches	8 de octubre de 2004	
4	4	Los Morancos y Natalia	15 de octubre de 2004	
5	5	Paco Gandía y Melody	22 de octubre de 2004
6	6	Lolita y Merche	29 de octubre de 2004
7	7	Paula Vázquez y Carlos Vives	5 de noviembre de 2004		
8	8	Ángel Garó	12 de noviembre de 2004		
9	9	María del Monte y El Arrebato	19 de noviembre de 2004	
10	10	Jesús Vázquez y Niña Pastori	26 de noviembre de 2004
11	11	Andy y Lucas y Manuel Carrasco	3 de diciembre de 2004	
12	12	Arévalo, María Isabel y Los Rebujitos	10 de diciembre de 2004	
13	13	David Bisbal, Miliki, Rosa López, Los del Río, El Mani, Las Carlotas, Antonio Romero e Ismael Beiro	17 de diciembre de 2004		
14	14	Paz Padilla, Pepe da Rosa, Las Carlotas, El Arrebato, El Barrio, María Isabel, Ecos del Rocío, Melody, Sylvia Pantoja y El Mani	(Especial Fin de Año) 31 de diciembre de 2004
15	15	Josema Yuste y José Mercé	7 de enero de 2005		
16	16	Chiquito de la Calzada y Hakim 	14 de enero de 2005	
17	17	Marta Sánchez y Las Soles	21 de enero de 2005		
18	18	Esther Arroyo 28 de enero de 2005		
19	19	Duquesa de Alba	11 de febrero de 2005
20	20	Canales Rivera	18 de febrero de 2005
21	21	Manolo Escobar y Esperanza Fernández	25 de febrero de 2005
22	22	Loles León y David Civera	4 de marzo de 2005
23	23	Bibiana Fernández y Pedro Javier Hermosilla	11 de marzo de 2005
24	24	Antonio Canales y Manuel Orta	18 de marzo de 2005
25	25	Isabel Pantoja y Diana Navarro	25 de marzo de 2005	
26	26	Manuel Díaz "El Cordobés"	1 de abril de 2005	
28	28	Víctor Janeiro, El Mani, Manuel Orta y Nuria Fergó	15 de abril de 2005		
29	29	Joaquín Sánchez y Pasión Vega	22 de abril de 2005		
30	30	El Arrebato, Pastora Soler, Las Carlotas, Cristina Sánchez y Mercedes Hoyos	29 de abril de 2005
31	31	Juan Tamariz y Malú	6 de mayo de 2005		
32	32	Carlos Latre y Ecos del Rocío	13 de mayo de 2005	
33	33	Daniela Cardone y Cortés	20 de mayo de 2005	
34	34	Azúcar Moreno y Marta Quintero	27 de mayo de 2005	
35	35	David Bustamante y El Lebrijano y Faiçal	3 de junio de 2005
36	36	María Jiménez y José Guerrero “Yuyu”	10 de junio de 2005	
37	37	Miguel Bosé y Los Delinqüentes	17 de junio de 2005	
38	38	Carlos Amigo Vallejo y Nek	24 de junio de 2005
39	39	Miguel Ríos, María Abradelo y Pablo Puyol	1 de julio de 2005		
40	40	Carmen Flores y Pimpinela	8 de julio de 2005
41  41  Rocío Dúrcal y Raúl 15 de julio de 2005
42  42  Karina y La puerta de los sueños 22 de julio de 2005
43  43  Remedios Cervantes, Eva Pedraza y Efecto Mariposa 29 de julio de 2005

## Audiencias
| Temporada anual | Episodios | Audiencia    | Audiencia         | Audiencia            |
| Temporada anual | Episodios | Espectadores | Cuota de pantalla | Horario              |
| --------------- | --------- | ------------ | ----------------- | -------------------- |
| 2004            | 43        | 786 000      | 27,4%             | Datos desconocidos   |
| 2005            | 44        | 885 000      | 33,5%             | Datos desconocidos   |
| 2006            | 48        | 720 000      | 28,6%             | Viernes, 22:18-00:27 |
| 2007            | 46        | 627 000      | 23,5%             | Viernes, 22:06-00:20 |
| 2008            | 41        | 576 000      | 20,4%             | Viernes, 22:00-00:20 |
| 2009            | 41        | 489 000      | 17,4%             | Viernes, 21:53-00:07 |
| 2010            | 41        | 414 000      | 14,2%             | Viernes, 21:37-23:57 |
| 2011            | 39        | 423 000      | 14,1%             | Viernes, 21:33-00:01 |
| 2012            | 36        | 413 000      | 13,1%             | Viernes, 21:34-23:58 |
| 2013            | 38        | 351 000      | 11,2%             | Viernes, 21:34-00:02 |
| 2014            | 41        | 343 000      | 11,3%             | Viernes, 21:37-00:03 |
| 2015            | 38        | 262 000      | 8,9%              | Viernes, 21:34-23:50 |
| 2016            | 21        | 268 000      | 8,8%              | Viernes, 21:32-00:00 |
| 2017            | 16        | 292 000      | 10,2%             | Viernes, 21:33-00:00 |
| 2018            | 40        | 283 000      | 9,8%              | Viernes, 21:50-00:00 |
| 2019            | 24        | 215 000      | 7,8%              | Viernes, 22:00-00:00 |
| Total           | 567       | 459 000      | 16,3%             | Viernes, 21:32-00:27 |